# Објектни однос
Објектни однос је у психоанализи, однос детета у развоју према неком „објекту” (дојка, играчка, мајка) у првим месецима живота. У тзв. „нарцистичком стадијуму” нема објекта, па ни објектног односа. Касније се јавља прелазни објект, а тек на узрасту од око годину дана дете схвата и либидинално запоседа мајку или мајчинску фигуру као постојан и целовит објект. Психоаналитичари у средиште свог истраживања стављају генезу односа у дијади дете – мајка као први, главни и најзначајнији објектни однос, који је прототип свих каснијих интерперсоналних веза.